# علم مونتريال

1939-2017.

عُرض علم مونتريال للمرة الأولى في أيار (مايو) 1935، وتصميمه يستند إلى شعار النبالة للمدينة. تم تعديل العلم في أيار (مايو 1939 ثم عُدّل مرى أخرى في أيلول (سبتمبر) 2017. نسب أبعاد العلم 1:2 حسب رموز علم الرايات.

## الرمزية
يمثّل الصليب الأحمر في علم شعارات النبالة «الدوافع المسيحية والمبادئ التي حكمت مؤسيي المدينة»، وفقاً لموقع المدينة الرسمي على شبكة الإنترنت.
تمثّل الشارات الخمس الوجود القديم للسكان الأصليين والمجموعات الإثنية الأوروبية الأربع الرئيسية التي استوطن في المدينة في القرن التاسع عشر، وتمثل أيضاً الرموز الكندية الحمراء. وهي:
| الصورة | الوصف |
| ------ | --- |
|        | الصنوبر، يمثّل وجود أسلاف شعوب كيبيك الأصلية. |
|        | زهرة الزنبق الزرقاء، رمز آل بوربون الملكي، تمثّل الفرنسيين، المستوطنين الأصليين للمدينة (شعار النبالة الأصلي الذي تم اعتماده في تصميم العلم كان يتضمن قندس مكان زهرة الزنبق حتى 1936). |
|        | وردة لانكاستر الحمراء، تمثّل الإنجليز. |
|        | نبات النفل، يمثّل الإيرلنديين. |
|        | نباتات شائكة، تمثل الإسكتلنديين. |

## العلم السابق

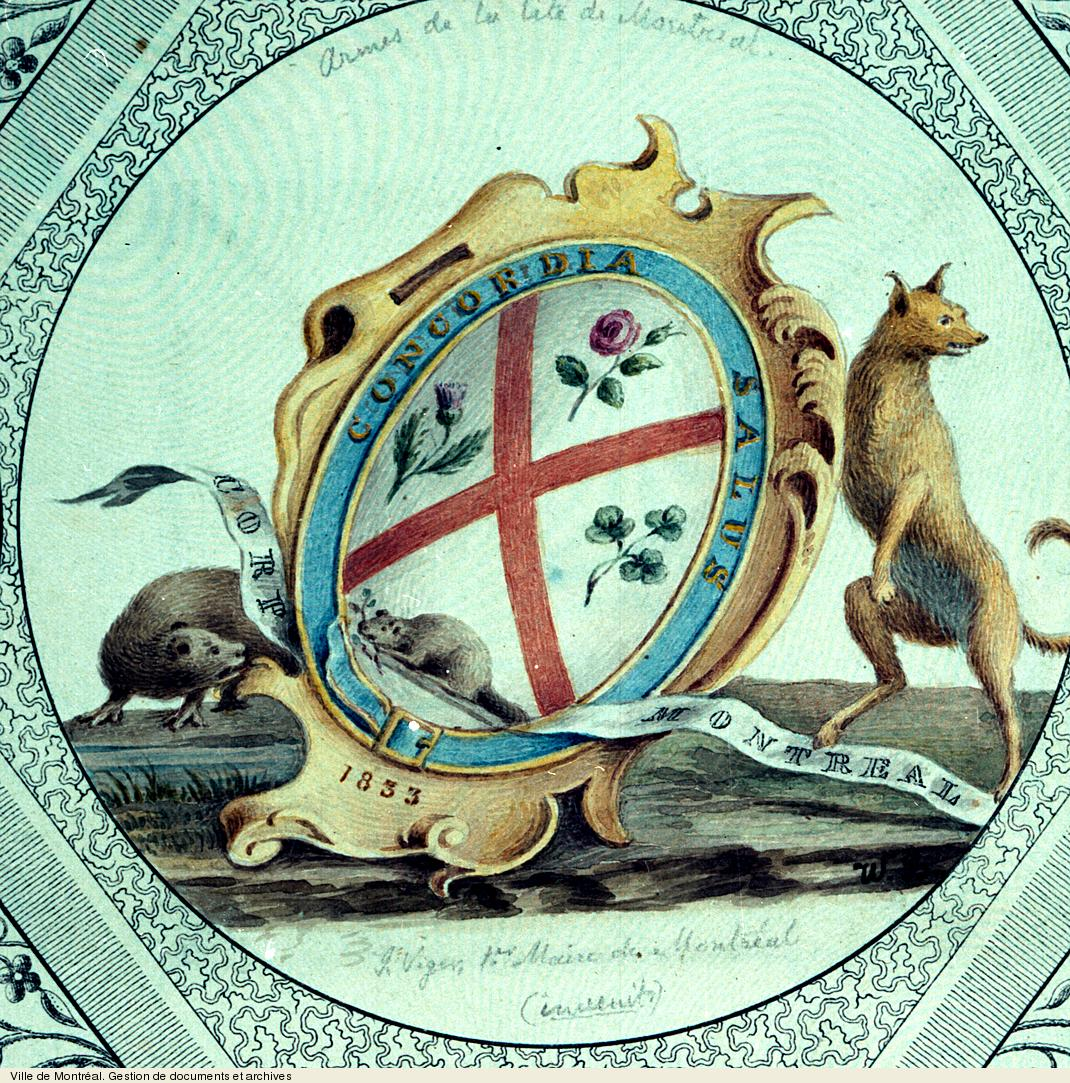
شعار النبالة لمونتريال الأصلي عام 1833

يستند علم مونتريال إلى شعار النبالة. فقد صمم شعار النبالة الأصلي عمدة مونتريال جاك فيغر عام 1833. وقد كان شبيهاً بالنسخة الحالية مع اختلاف أن الصلب الأحمر كان يتضمن صليب القديس أندرو وقندساً في الزاوية التي وضع فيها الآن رمز زهرة الزنبق الآن. أعيد تنقيح الشعار عام 1938.[بحاجة لمصدر]
قبل رفع العلم المعدّل بأربع سنوات، احتفل جورج الخامس ملك المملكة المتحدة، ملك كندا، باليوبيل الفضي (25 عاماً على تتويجه) يوم الإثنين 6 أيار(مايو) 1935. أشارت مقالة نشرت في صحيفة مونتريال يوم 3 أيار (مايو) 1935  أن لجنة يوبيل المدينة اكتشفت قاعدة يمكن بموجبها تفسير شعار النبالة البريطاني إلى علم. وفقاً للمقالة، أعدّت مونتريال لرفع العلم للمرة الأولى في يوم يوبيل الملك.[بحاجة لمصدر]

## العلم الحالي
في 12 شباط (فبراير) 2017، أعلن عمدة مونتريال دينيس كودير عن تعديل في علم مونتريال يشمل رمز الشعوب الأولى. اتُخِذ القرار عام 2017 أثناء الذكرى 375 لإنشاء المدينة. اختير الرمز من قبل لجنة تمثّل الشعوب الأولى في مونتريال.